# Battaglia di Turtucaia
La battaglia di Turtucaia (in bulgaro: Битка при Тутракан, Bitka pri Tutrakan o Тутраканска операция, Tutrakanska operacija, in romeno: Bătălia de la Turtucaia), in Bulgaria, fu la battaglia iniziale della prima offensiva delle Potenze centrali durante la campagna di Romania della prima guerra mondiale. La battaglia si protrasse per cinque giorni e si concluse con la presa della fortezza di Tutrakan (Turtucaia in rumeno) e la resa dei suoi difensori.

## Antefatto
Dall'agosto del 1916 le Potenze centrali si trovarono nel bel mezzo di una crescente difficoltà nell'amministrare il settore militare nei loro differenti stati: ad ovest i tedeschi erano stati coinvolti nella battaglia di Verdun che si era protratta in una costosa guerra di trincea, ad est l'offensiva Brusilov stava mettendo in difficoltà l'esercito austro-ungarico, a sud l'esercito italiano faceva pressione sull'Austria per completare il processo di unificazione con l'annessione dei territori mancanti ed il generale Maurice Serrail stava preparando l'offensiva Monastir contro l'esercito bulgaro.
Il governo rumeno pensò dunque che fosse questo il momento giusto per dare sfogo alle ambizioni nazionali facendosi forte dei propri alleati e dichiarando guerra all'Impero austro-ungarico il 27 agosto 1916. Tre armate rumene invasero la Transilvania attraversando i Carpazi e ricacciando entro i propri confini la Prima Armata austro-ungarica. In breve tempo i rumeni occuparono Orșova, Petroșani, Brașov e raggiunsero Sibiu sulla strada verso il fiume Mureș, principale obbiettivo dell'offensiva.
In risposta a questo atto, l'Impero tedesco dichiarò guerra alla Romania il 27 agosto 1916 e venne seguito in quest'intento dal Regno di Bulgaria il 1º settembre di quello stesso anno. Quello stesso giorno la Terza Armata bulgara iniziò la principale offensiva invadendo la Dobrugia.

### Origini e status della fortezza di Turtucaia
Originariamente un fortilizio romano, durante il regno dell'imperatore Diocleziano la fortezza di Turtucaia venne largamente sviluppata a divenire una delle più grandi fortezze del limes del Danubio. Nel VII secolo essa divenne parte dell'Impero bulgaro sin quando quest'ultimo non divenne parte dell'Impero ottomano sul finire del XIV secolo. Quando i turchi entrarono nel loro periodo di stagnazione e poi nel successivo declino, considerarono la linea del Danubio quale principale barriera difensiva per i Balcani. L'enorme ampiezza del fiume e la distanza tra le sponde si dimostrò ad ogni modo un'insufficiente difesa contro le armate russe che diverse volte attraversarono il fiume nelle sue parti più esposte e strette durante le guerre russo-ottomane. Per contrastare queste continue invasioni, gli ottomani crearono un quadrilatero fortificato inquadrato nelle città di Ruse–Silistra–Varna–Šumen prevenendo così l'attraversamento dei Balcani ed il successivo raggiungimento di Costantinopoli. Tutrakan era situata nella parte a nord del quadrilatero, nei pressi del Danubio e dell'Argeș.
Con la liberazione della Bulgaria dopo la guerra russo-turca del 1877–1878 Tutrakan formò una parte integrante della nazione. Le ambizioni nazionali della Bulgaria erano in massa dirette verso la Macedonia e la Tracia, abbandonando l'importanza della difesa del Danubio. Come risultato della Seconda guerra balcanica, Tutrakan e l'intera Dobrugia meridionale vennero cedute alla Romania nel 1913.
Lo staff generale rumeno immediatamente prese delle misure per rafforzare le difese del villaggio per sfruttarlo come testa di ponte nella guerra con la Bulgaria. Gli intensi lavori di costruzione terminarono nel giro di due anni, guidati da una squadra di ingegneri belgi. Il terreno circostante era favorevole per fare da testa di ponte data l'altezza del punto della fortezza che gittava su un plateau naturale (10 km), elevato a 113 metri sul livello del Danubio.
Le difese di base della fortezza erano composte di tre trincee concentriche ancorate al fiume.
La principale linea difensiva era costruita da un angolo del plateau naturale di modo da evitare che qualsiasi ponte potesse essere costruito sul fiume. La linea si estendeva su un totale di 30 chilometri con 15 forti lungo il suo asse che prendevano i nomi dagli insediamenti locali:"Tutrakan", "Staro Selo", "Daidur", "Sarsanlar" ecc. ciascuno di questi forti aveva delle guarnigioni di 50-70 uomini stabili, ma i forti erano perlopiù interrati, emergendo solo 60 cm. dal terreno, un terreno che per due metri di terra copriva i tetti sottostanti. La distanza tra i singoli forti era di 1,2 - 2,2 chilometri e poteva essere coperta facilmente da fucili o mitragliatrici. Inoltre i diversi forti erano collegati attraverso una serie di trincee e posti di mitragliatrici, oltre ad avere dei tunnel che collegavano con altre trincee più arretrale. Il centro della resistenza era ben protetto da diversi ostacoli posti a 50 metri dalle linee di fuoco. La vicinanza col Danubio assicurava inoltre che una parte del supporto potesse pervenire anche dalla flottiglia rumena.

### La guarnigione
La difesa del Danubio e della regione della Dobrugia venne posta sotto il comando della Terza Armata rumena del generale Mihail Aslan, che aveva il proprio quartier generale a Bucarest. La fortezza di Tutrakan venne posta alle dipendenze della 17ª divisione di fanteria del generale Constantin Teodorescu il quale dall'inizio del conflitto vi dispose il seguente ordine:
17ª divisione di fanteria (Teodorescu)
18ª brigata di fanteria
- 36º reggimento di fanteria
- 76º reggimento di riserva

39ª brigata di fanteria
- 40º reggimento di fanteria
- 79º reggimento di fanteria

- 1 compagnia della guardia confinaria
- 1 squadrone di cavalleria
- 4 battaglioni della milizia
- 1 compagnia di pionieri

La forza totale era di 19 battaglioni con un totale di 20 000 uomini e 66 mitragliatrici. Solo tre dei battaglioni appartenevano all'esercito stabile, il resto proveniva dalla riserva.
Il generale Teodorescu poteva anche contare sulla presenza di un gran numero di pezzi d'artiglieria giunti nell'agosto del 1916 con un totale di 157 cannoni di vario calibro. Gran parte di questi erano cannoni fissi del calibro di 7.5 - 21 centimetri, ma la maggior parte di questi appartenevano a modelli vecchi per la prima guerra mondiale. L'artiglieria da trincea era invece composta da numerose armi di piccolo calibro da torretta e da postazione. Sul settore occidentale le truppe beneficiavano inoltre dei cannoneggiamenti possibili dalla flottiglia sul Danubio. Gran parte dell'artiglieria venne posta nei punti principali della linea difensiva ma in particolar modo l'artiglieria venne posta troppo ravvicinata, il che rese difficile per tutti i cannoni concentrare il loro fuoco in un singolo punto.
La guarnigione di Tutrakan era in contatto diretto con Oltenița attraverso una linea telefonica sommersa che fungeva anche da stazione telegrafica. Malgrado questo, il forte era ad ogni modo tutto sommato isolato rispetto alle altre truppe nella regione (la 9ª divisione, quella più vicina, si trovava appostata a 60 chilometri di distanza e la 19ª divisione era addirittura a 100 chilometri, nei pressi di Dobrič).
In generale, malgrado le evidenti falle nella difesa, il comando rumeno era convinto della forza e della versatilità della fortezza e si preparava allo scontro presagendolo come una "seconda Verdun" o la "Verdun dell'est".

### Gli attaccanti

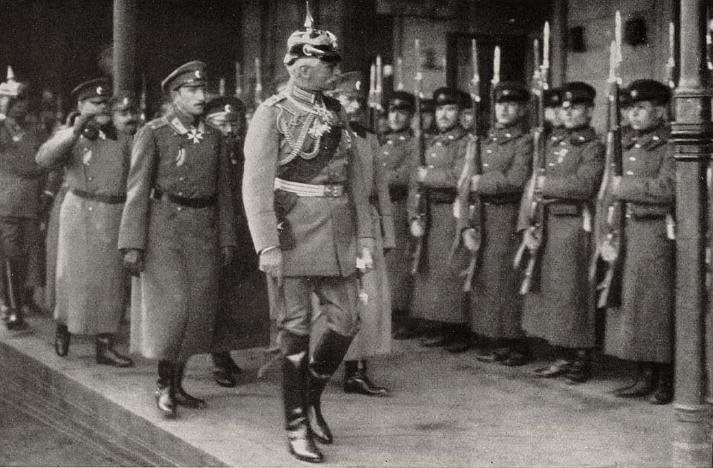
Il Feldmaresciallo von Mackensen in rivista alle truppe bulgare nel 1916. Si noti dietro di lui l'allora principe ereditario Boris, poi divenuto Boris III di Bulgaria

Per la protezione della loro frontiera sul Danubio, i bulgari avevano mobilitato dal settembre del 1915 la loro terza armata. Il suo comandante, il luogotenente generale Stefan Tošev aveva impiegato più di un anno per preparare le proprie truppe materialmente e moralmente allo scontro con la Romania e quando nel 1916 tali presagi si avverarono chiarificando gli intenti della vicina potenza, l'esercito era ormai al culmine del proprio training.
Sin dalla fine di agosto del 1916 l'armata venne subordinata all'armata del feldmaresciallo tedesco August von Mackensen che venne trasferita dal Fronte macedone specificatamente per coordinare e condurre l'offensiva contro la Romania sotto il controllo appunto del generale von Mackensen. Dal 1º settembre la Terza Armata aveva concentrato 62 battaglioni di fanteria, 55 batterie di artiglieria e 23 squadroni di cavalleria presso la frontiera della Dobrugia in preparazione dell'offensiva. Per le operazioni contro la fortezza di Tutrakan, il generale Toshev programmò di utilizzare l'ala sinistra della sua armata con la composizione seguente:
4ª divisione di fanteria Preslav (Kiselov)
1ª brigata di fanteria (Ikonomov)
- 7º reggimento di fanteria Preslav (4)
- 31º reggimento di fanteria Varna (4)

3ª brigata di fanteria (Kmetov)
- 19º reggimento di fanteria Šumen (4)
- 48º reggimento di fanteria (3)
- 47º reggimento di fanteria (2)

4ª brigata di artiglieria (Kukureshkov)
- 15º reggimento di artiglieria (6)
- 5º reggimento di artiglieria (6)
- 2º reggimento di artiglieria pesante (2)
- 3º reggimento Howitzer (2)

- 4º battaglione pionieri

1ª brigata di fanteria (Nedialkov)
- 1º reggimento di fanteria Sofia (4)
- 6º reggimento di fanteria Turnovo (4)
- 4º reggimento d'artiglieria (6)
- 1º reggimento mitragliatrici (3)
- 1º battaglione pionieri

Distaccamento tedesco-bulgaro (von Hammerstein-Equord dal 4 settembre)
- 21º battaglione di fanteria tedesco
- 5º reggimento March (3)
- 5º reggimento Opalchenie (2)
- 6º reggimento ulani
- 105ª batteria di mitragliatrici pesanti tedesche
- 201ª batteria da campo tedesca
- 2 batteria da 8.7 cm

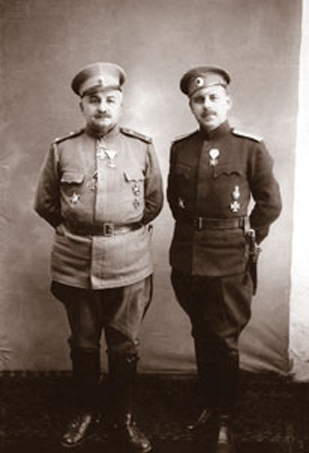
Il Maggiore Generale Kiselov col suo capo dello staff, il Luogotenente Colonnello Noykov.

Le forze impiegate consistevano in 31 battaglioni di fanteria, 29 batterie e 7 squadroni per un totale di circa 55 000 uomini e 132 pezzi d'artiglieria, oltre a 53 mitragliatrici. Questo subito assicurò una fondamentale superiorità numerica ai bulgari sia in uomini che in potenza di fuoco, ma gran parte delle unità al servizio del Regno di Bulgaria, ad eccezione della 1ª brigata della 1ª divisione di fanteria Sofia, non ebbero esperienze dirette di coinvolgimento nei combattimenti, non prendendo parte alla Campagna serba. Inoltre l'esercito bulgaro aveva recentemente approfittato delle ultime invenzioni nel campo delle mitragliatrici e dell'artiglieria pesante, implementano anche il proprio reparto logistico e di comunicazione.
Le artiglierie bulgare e tedesche, ad ogni modo, consistevano in linea di massima di moderni cannoni, artiglieria da campo e cannoni lunghi con calibro variabile tra i 7.5 ed i 15 centimetri. A differenza dei rumeni, comunque, bulgari e tedeschi non potevano contare su un supporto di cannoneggiamento dal Danubio in quanto la flottiglia austro-ungarica era rimasta imbottigliata nel canale di Persina dalla flotta rumena. Inoltre i bulgari misero in campo anche alcuni aeroplani e dirigibili per lo scontro.
Inizialmente il generale Tošev mantenne un controllo diretto sull'ala sinistra della propria armata, ma la battaglia proseguì sotto il comando del generale Panteley Kiselov, comandante della 4ª divisione.
Il governo bulgaro seguì personalmente tutte le fasi delle operazioni e dello scontro e dichiarò guerra alla Romania il 1º settembre.

## Piano strategico

### Il piano bulgaro

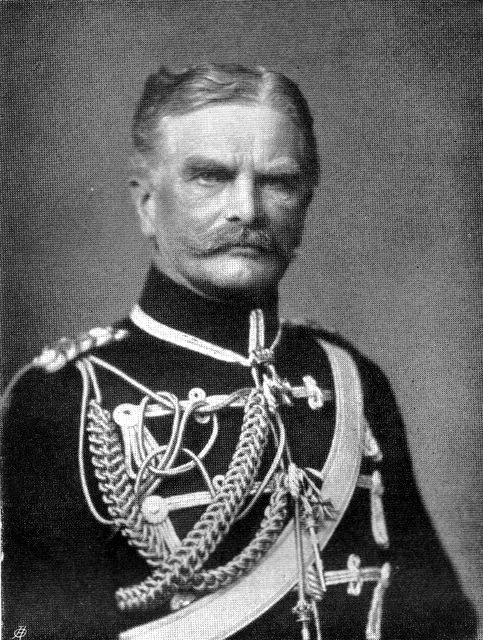
Il feldmaresciallo August von Mackensen.

Il 28 agosto il feldmaresciallo von Mackensen inviò le prime direttive alla Terza Armata bulgara ordinandole di prepararsi per una decisiva avanzata sui punti di attraversamento vitali del Danubio ed a sud della Dobrugia. Questo avrebbe portato al simultaneo attacco e presa di Tutrakan e Silistra da parte della 4ª e della 1ª divisione. Il generale Tošev avrebbe impiegato le proprie forze in questa pianificazione. Il 31 agosto i due comandanti si incontrarono alla stazione ferroviaria di Gorna Orjahovica per uno scambio di idee sulla conduzione delle operazioni: questo portò infine alla decisione di porre come priorità la presa di Tutrakan piuttosto che di Silistra e di concentrare li tutte le forze disponibili. Quello stesso giorno Toshev presentò un piano dettagliato per l'assalto secondo quanto stabilito da von Mackensen ed il 2 settembre si portò con la propria ala sinistra verso la testa di ponte col fianco coperto da altre truppe. L'ala destra dell'armata di Toshev consisteva della 6ª divisione di fanteria e della guarnigione di Varna, che aveva il compito di avanzare verso Dobrič e Balčik. Il giorno successivo von Mackensen approvò il piano con pochi aggiustamenti e le forze si portarono all'attacco di Tutrakan.
Il 1º settembre von Mackensen ricevette un telegramma dal nuovo capo generale dello staff dell'esercito tedesco, il feldmaresciallo Paul von Hindenburg che lo informava che data la situazione dell'Impero austro-ungarico era necessario che egli riuscisse a contenere l'avanzata rumena verso ovest. Von Mackensen ed il comandante in capo dell'esercito bulgaro generale Zhekov confermarono dunque gli ordini alla Terza Armata bulgara ordinandole di avanzare nella Dobrugia.

### Il piano rumeno
Il piano rumeno, detto anche Hypothesis Z, richiedeva l'uso di gran parte delle forze militari del paese per invadere la Transilvania mentre gran parte delle forze sarebbero state impiegate per dieci giorni nella difesa del Danubio e della Dobrugia, richiedendo al generale russo Andrei Zayonchkovski di difendere l'area appoggiandosi al triangolo Ruse–Šumen–Varna.
I russi attraversarono quindi il Danubio e si concentrarono attorno a Cobadin. Il 31 agosto il generale Aslan subordinò la 19ª divisione di fanteria, che venne impiegata a Dobrič, e creò il cosiddetto Gruppo delle Operazioni Orientali sottoposto al comando del generale Zayonchkovski. I rumeni decisero dunque di difendere sia Tutrakan che Silistra assieme all'intera frontiera della Dobrugia di modo da assicurarsi la resistenza dei confini. Il generale Aslan capì però che così facendo le sue forze si trovavano troppo disperse sul territorio ed ordinò ai russi di portarsi più vicini alla fortezza, ma il generale Zayonchkovski era ancora di stanza a Dobrič e non voleva mettere eccessivamente a repentaglio i suoi uomini. Il corpo russo si mosse ad ogni modo verso sud il 3 settembre.

## La battaglia

### Accerchiamento di Tutrakan (2–4 settembre)
Alle prime ore della mattina del 2 settembre la Terza Armata bulgara attraverso i confini rumeni per tutta la loro lunghezza avvicinandosi alla fortezza di Turtakan. Il colonnello Kaufman del contingente tedesco-bulgaro avanzò verso il I settore (ovest) della fortezza respingendo la debole avanguardia rumena e prendendo posizioni a est del villaggio di Turk Smil dove vennero colpiti pesantemente dall'artiglieria rumena dal Danubio e dalle batterie presenti sulle isole circostanti. La 4ª divisione Preslav, che doveva portare avanti l'attacco principale, attaccò il II settore (sud) e riuscì a distruggere gli avamposti rumeni. I soldati rumeni si ritirarono tanto velocemente che nessuno di loro fu catturato nelle operazioni. La divisione avanzò dunque di 15 – 23 km e raggiunse la fortezza a una distanza di una ventina di chilometri. Nel frattempo nel III settore (est) la 1ª brigata di fanteria bulgara non incontrò resistenza e portò le proprie truppe dietro le principali linee difensive nemiche.
Alla sera del primo giorno di battaglia i rumeni avevano già abbandonato gra parte della loro prima linea difensiva in favore della seconda più arretrata. Da qui essi iniziarono delle operazioni di fuoco continuo supportate da artiglieria pesante nella notte tra il 2 ed il 3 settembre sprecando munizioni nel tentativo di spaventare gli attaccanti, anche se le truppe bulgare si trovavano in tutt'altra parte del campo di battaglia. Lo stesso comando generale rumeno era lento a reagire agli sviluppi della situazione. Il generale Aslan rimase a Bucarest ed ordinò al generale Zayonchkovski di avvicinarsi alla frontiera bulgara con le sue forze, ma l'ordine inizialmente non ebbe seguito e solo successivamente venne recuperato ma con grande ritardo. Vennero anche realizzati dei tentativi di inviare rinforzi dalle riserve attorno alla capitale, ma la confusione e la congestione creata sul campo dalle forze in uso rese impossibile tale attuazione.
Il 3 settembre i bulgari iniziarono a consolidare le loro posizioni e per fare ciò il contingente tedesco-bulgaro decise di portarsi all'altezza di 131 metri, presso Staro Selo dove costruirono un campo per l'assalto di forti rumeni del II settore (ovest). I difensori, ad ogni modo, erano relativamente ben protetti da linee di difesa mentre gli attaccanti avevano il loro fianco esposto al fuoco nemico. Gli attaccanti capirono che però per colpire l'esercito rumeno non era possibile passare dal villaggio di Senovo a causa delle numerose colline che non permettevano una copertura totale della fanteria. Fu per questa ragione che il colonnello Kaufman decise di dividere il suo distaccamento in tre colonne (comandate rispettivamente dal colonnello Vlahov, dal maggiore von Hamerstein e dal colonnello Drazhkov), usandone una per un tentativo di attacco su Senovo mentre le altre due avrebbero cooperato sulla medesima area in fianchi diversi. Alle 5.00 le forze del colonnello Vlahov avanzarono ed inizialmente incontrarono poca resistenza, ma gradualmente il fuoco rumeno si intensificò e la colonna bulgara venne esposta al pieno fuoco da gran parte della linea nemica. A mezzogiorno le unità bulgare ottennero l'ordine di scavare delle trincee nell'area ed il colonnello Vlahov richiese dei rinforzi, ma questi gli vennero negati. Allo stesso tempo i rumeni iniziarono a condurre dei contrattacchi contro le forze bulgare attestate a 300 metri dalle loro posizioni. L'avanzata del maggiore von Hamerstein non ebbe maggior fortuna, mentre il colonnello Drazhkov riuscì a respingere il tentativo di attacco rumeno alla sua colonna, ma la sua avanzata dovette fermarsi a soli 50 metri dalle posizioni nemiche. Gli attaccanti persero solo in questa fase circa 300 uomini ma non raggiunsero il loro obbiettivo.
Dopo una notte piovosa la 4ª divisione Preslav usò il 3 settembre per avvicinarsi ulteriormente alle linee del II settore riuscendo a sconfiggere le sentinelle rumene, e prendendo Daidur ove venne riposizionata l'artiglieria pesante.
La situazione rumena nel frattempo andava deteriorandosi gradualmente dal momento che il generale Teodorescu era stato costretto a rispondere alle richieste dei comandanti del I e del III settore relative a rinforzi tratti dalle riserve. Queste direzioni, ad ogni modo, erano secondarie nei piani di azione bulgari che si concentravano sul II settore. Malgrado i rapporti pessimistici di Teodorescu all'alto comando rumeno, egli era convinto che la fortezza non sarebbe capitolata e che con l'aiuto dei russi le sue truppe sarebbero state in grado di ritirarsi in sicurezza verso Silistra. Il 3 settembre il primo tentativo di assistere militarmente Tutrakan venne fatto direttamente dai soldati rumeni, ma essi vennero sconfitti dalla 1ª divisione di cavalleria, comandata da Ivan Kolev, presso i villaggi di Kochmar e Kara Pelit, dove i difensori subirono 654 perdite e 700 catture (dal giorno successivo, ad ogni modo, il numero dei prigionieri era salito a 1035).
Alle 11.00 del 3 settembre il generale Toshev, dopo uno scambio di idee col generale Kiselov, inviò l'"Ordine n°17", ovvero di attaccare Tutrakan il giorno successivo. Secondo quando descritto nell'ordine il comandante della 4ª divisione avrebbe dovuto assumere il controllo di tutte le forze operanti contro la fortezza e determinare l'esatta ora dell'attacco della fanteria, dopo che preliminarmente l'artiglieria avrebbe dovuto infliggere sufficienti alla struttura. Il maggiore von Hammerstein ed il suo gruppo avrebbero dovuto attaccare e prendere il Settore II (ovest) della fortezza, l'attacco principale avrebbe dovuto essere portato avanti dalla 4ª divisione contro i forti 5 e 6 nel settore II (sud) ed infine la 1ª brigata avrebbe dovuto prendere il forte 8 nel III settore (est). Per la protezione del fianco destro di queste forze il generale Toshev assrgnò le rimanenti due brigate della 1ª divisione di fanteria al monitoraggio della situazione a Silistra. Quando il generale Kiselov ricevette tale ordine, un'ora dopo, egli iniziò i preparativi per l'attacco apponendo alcune correzioni al piano descritto. I forti 5 e 6 dovevano secondo il nuovo schema essere attaccati solo dalla brigata Kmetov mentre la brigata Ikonomov avrebbe dovuto dirigersi verso il forte 7. L'artiglieria pesante venne posta interamente sotto il controllo del 2º reggimento di fanteria pesante comandato dal colonnello Angelov che iniziò le operazioni alle 9.00. Angelov però capì che l'artiglieria bulgara necessitava di un riposizionamento e pertanto chiese di attaccare il giorno 5 settembre. Inoltre la comunicazione col gruppo di von Hammerstein era debole e le due compagnie di minatori tedesche erano cruciali per l'avanzata nel settore. Questi fattori convinsero il generale Kiselov a ritardare l'attacco.
Per questo motivo il 4 settembre fu una giornata dedicata a preparazioni ulteriori per l'attacco. Solo nel I settore il distaccamento di von Kaufman aveva finito di attaccare l'altura 131 che già dal giorno prima stava assicurando alle forze bulgare per poi portarsi all'assalto del forte 2. L'obbiettivo venne presto raggiunto e le forze rumene dovettero arretrare ulteriormente da quella posizione. Quel giorno il feldmaresciallo von Mackensen richiamò von Kaufman a Bjala, ed il distaccamento tedesco-bulgaro venne posto sotto il comando del maggiore von Hammerstein.
Da questo giorno i rumeni rimasero perlopiù inattivi negli scontri. Il generale Teodorescu continuò ad inviare rapporti pessimistici e persino disperati all'alto comando nella richiesta di rinforzi. Egli ad ogni modo ordinò alla 10ª ed alla 15ª divisione (che rappresentavano la riserva strategica dell'esercito) di avanzare a sud verso Oltenița - la prima a guardia del fiume e la seconda intenta a preparare l'attraversamento del fiume Danubio per assistere le guarnigioni di Tutrakan. Il totale impiegato fu di 17 battaglioni del 34°, 74°, 75°, 80° reggimenti più un battaglione dell'84º reggimento e 2 battaglioni del 2º reggimento confinario, supportati da 6 batterie d'artiglieria. Le nuove e non spossate truppe consentirono ai rumeni di avere seppur per breve tempo un notevole vantaggio numerico sui bulgari, ma quando furono giunte sul campo di battaglia le forze rumene si dimostrarono meno efficaci del previsto. I primi rinforzi rumeni attraversarono il Danubio dal pomeriggio alla notte del 4 settembre.

### La caduta della fortezza (5–6 settembre)

#### Il primo giorno
Dal 5 settembre le guarnigioni furono in grado di rafforzare molte parti della principale linea difensiva dei rumeni. Nel settore I i forti dall'1 al 5 furono rafforzati con nove battaglioni e mezzo del 36º reggimento di fanteria assieme ad altri battaglioni provenienti dal 40°, 75° e 80° reggimenti di fanteria, oltre a quattro compagnie dei 48° e del 79° battaglioni di milizia. Il settore II venne rinforzato con 4 battaglioni dei 74° e 75° reggimenti per un totale di 8 battaglioni. Il settore III venne anch'esso rinforzato per l'assalto con numerosi corpi di fanteria, milizia e milizia confinaria rafforzandosi con 14 battaglioni. Oltre a questi rinforzi i rumeni poterono godere dal 5 settembre di un'ulteriore battaglione e di una compagnia di rinforzi.
Questa la situazione del II settore a questo punto degli scontri:
| Forze nel II settore |          |          |             |             |         |         |
| Uomini/Materiale     | Quantità | Quantità | Proporzione | Proporzione | Densità | Densità |
|                      | Bulgari  | Rumeni   | Bulgari     | Rumeni      | Bulgari | Rumeni  |
| Battaglioni          | 9        | 4        | 2.25        | 1           | 3       | 1.3     |
| Cannoni              | 80       | 57       | 1.4         | 1           | 8       | 5.7     |
| Mitragliatrici       | 12       | 17       | 1           | 1.4         | 4       | 5.7     |
| Squadroni            | 1        | -        | -           | -           | 0.3     | -       |
| Combattenti          | 18 000   | 6,300    | 2.7         | 1           | 6 000   | 2,100   |

Alle 5:30, un dirigibile d'osservazione bulgaro si diresse a sondare il terreno di battaglia. Esattamente un'ora dopo il colonnello Angelov diede l'ordine all'artiglieria di attaccare il forte. I cannoni concentrarono la loro forza sul forte e sugli ostacoli che si frapponevano fra di esso e le truppe bulgare, e alle 7:40 i rumeni avevano abbandonato i forti 5 e 6. Le batterie rumene avevano tentato di rispondere al fuoco rumeno, ma il contrattacco non era parso ben coordinato o puntato verso le batterie nemiche ed il loro fuoco cessò quasi immediatamente dopo che i bulgari decisero di aprire il fuoco contro di loro. i cannoni rumeni da 15 centimetri di calibro diminuivano di molto inoltre la forza di risposta al nemico e la forza di sbarramento bulgara si dimostrava così importante da riuscire a resistere anche all'utilizzo di cannoni da 30.5. Dalle 8:00 di mattina quindi tre delle batterie della fortezza del settore II cessarono il loro fuoco o vennero distrutte a tal punto da forzare il generale Teodorescu ad inviare le proprie truppe altrove.
Nel contempo il colonnello Angelov informò il maggiore generale Kiselov ed il luogotenente colonnello Noykov che secondo il suo parere l'artiglieria aveva ricevuto sufficienti risultati dall'attacco compiuto e che era la fanteria era ormai in grado di avanzare senza particolari problemi. Il generale non era ancora completamente convinto, ma quando venne rassicurato che l'artiglieria avrebbe continuato il cannoneggiamento anche durante l'attività della fanteria egli ordinò alla fanteria di iniziare l'attacco e richiese a tutti gli ufficiali di farsi forti delle loro posizioni per incitare gli uomini e dare il buon esempio di combattente. Questo ordine passò successivamente anche a von Hammerstein ed al comandante del 47º reggimento di fanteria.
Secondo i piani la brigata del colonnello Kmetov attaccò i forti 5 e 6 difesi dal 79º reggimento di fanteria rumeno. Il 19º reggimento Šumen, diviso in due gruppi e supportato dal 48º reggimento, si preparò a discendere lungo una scogliera naturale per raggiungere le fortificazioni rumene presso il villaggio di Daidur. Non appena la fanteria iniziò ad avanzare si scontrò con l'opposizione delle mitragliatrici rumene supportate da dei cannoni da torretta rumeni che erano sopravvissuti all'attacco bulgaro. L'artiglieria pesante e da campo bulgara diede un breve ma intenso supporto alla fanteria e concentrò prevalentemente la propria azione sulle batterie rumene che si trovavano dietro la linea difensiva. Assistiti dalla copertura del fuoco delle mitragliatrici, la fanteria si raggiunse la prima linea difensiva alle 10.30 e riuscì poi a sfondare pur sotto pesante fuoco nemico grazie alla compagnia di pionieri che si creò un passaggio all'interno del filo spinato. Mezz'ora più tardi venne preso il forte 6 e le trincee ad est dello stesso. I rumeni vennero scacciati dall'area alle 12:30 e i bulgari occuparono tutto il settore. Dopo la caduta dei forti 5 e 6 i bulgari continuarono ad inseguire i fuggitivi sino alle 16:00, avanzando per altri 2 chilometri a nord delle principali linee difensive. Quel giorno la brigata Kmetov catturò 250 soldati, 4 batterie pesanti, 6 cannoni da torretta con proiettili da 53 mm e molti fucili, mentre l'artiglieria venne rinforzata di 2 606 pallottole. Sia le perdite dei rumeni che dei bulgari furono pesanti, con il 19º reggimento Šumen che perse in particolare 1 652 uomini.
La brigata Ikonomov riuscì nel frattempo a prendere il forte 7. Qui il 7° Preslav ed il 31° Varna si erano posti a 600 metri dalle linee nemiche già dalla notte prima del 5 settembre. Alle 8:00 circa, dopo la ricezione dell'ordine di attacco, la fanteria avanzò ma venne nuovamente colpita da fuoco nemico dei rumeni, sebbene i cannoni nemici non poterono esercitare una forte pressione sui combattimenti a seguito della loro distruzione. Alle 9:30 le unità giunsero a 200 metri dalle linee nemiche, aprendo poi il fuoco verso i forti 6 e 7. Questo permise agli ufficiali del 31º reggimento di preparare l'assalto al forte. Alle 10:30 la fanteria superò tutti gli ostacoli ed iniziò l'avanzata verso il forte 7 sotto pesante fuoco nemico. I bulgari a questo punto tentarono di penetrare nel forte e nelle trincee circostanti ove condussero una sanguinosa battaglia alla baionetta. Dalle 11:20 i rumeni vennero completamente espulsi dall'area ma col suo comandante ferito e le sue unità disorganizzate il 31º reggimento non riuscì a proseguire e dovette attestarsi nelle trincee per difendersi mantenendo le posizioni.
Il 7º reggimento Preslav nel frattempo si era scontrato con un pesante fuoco nemico e fu in grado di avanzare solo verso mezzogiorno quando il suo comandante, il colonnello Dobrev, guidò personalmente l'assalto alla fortificazione che avevano d'innanzi, ovvero il forte 8. Molti dei difensori rumeni dovettero ritirarsi dietro le linee e quanti rimasero vennero catturati. Parte del reggimento continuò sin oltre la linea difensiva fino alle 13:35 quando il colonnello Dobrev diede l'ordine alle proprie unità di fermarsi, non riuscendo comunque a tagliare la via ai fuggitivi.
Dal pomeriggio del 5 settembre, pertanto, i forti della principale linea difensiva del Settore II dei rumeni erano caduti in mano agli attaccanti. Il 79º reggimento rumeno che doveva difendere l'area venne praticamente distrutto e dei soldati che lo componevano ne sopravvissero 400 con la perdita di 46 ufficiali e 3 000 soldati tra morti e feriti gravi. Anche l'arrivo di nuovi battaglioni rumeni di supporto non fu in grado di impedire questa disfatta e dovette assistere impotente all'avanzata bulgara.
Nel Settore III i bombardamenti dell'artiglieria erano iniziati alle 6:55 e dalle 8:15 avevano già ottenuto considerevoli successi danneggiando le fortificazioni rumene e costringendo molti difensori a ritirarsi verso il Danubio. Il 1º ed il 6º reggimento bulgari avanzarono avanzarono perdipiù in un grande appezzamento di terreno coltivato a mais che rendeva ancora meno identificabili i loro movimenti e verso le 11:30 raggiunsero il plateau a nord di Antimovo. Solo ora i forti 8 e 9 li aggredirono con fuoco aperto. Il colonnello Nedialkov che si trovava con le unità di supporto ordinò immediatamente a parte dell'artiglieria di tornare indietro per recare supporto alla fanteria. Questo rinnovato contrattacco portò alla caduta del forte 8 ed all'abbandono delle trincee circostanti da parte delle forze rumene attorno alle 13:30. Dopo questo successo la brigata si diresse a conquistare ciò che rimaneva del settore orientale coi forti 9, 10, 11 e 12. Incontrando poca resistenza, le forze completarono il loro obbiettivo alle 21:30 raggiungendo le rive del Danubio ed isolando così la fortezza di Turtucaia.
A differenza di altri settori l'attacco al I settore venne ritardato dal momento che il maggiore von Hammerstein aveva dato l'ordine a tre gruppi del proprio distaccamento di preparare l'attacco al forte 2 alle 9:35. Egli inoltre desiderava agire solo dopo un prolungato bombardamento dell'artiglieria per meglio assicurarsi l'avanzata della fanteria. Pertanto fu solo verso le 14:30 che i cannoni concentrarono il loro fuoco sul forte stesso ed il maggiore diede l'ordine al primo ed al secondo gruppo di attaccare. Malgrado l'opposizione dell'artiglieria nemica, tedeschi e bulgari avanzarono senza problemi e costrinsero i rumeni ad indietreggiare. Attorno alle 13:00 il generale Teodorescu ordinò al comandante del settore di ritirarsi dai forti 2, 3, 4 e 5 che vennero poco dopo presi dagli attaccanti. Sul finire del giorno solo il forte 1 era rimasto nelle mani dei rumeni dal momento che conteneva l'artiglieria più potente ed era coperto dal Danubio.
Fu dalla sera del 5 settembre che l'intera linea difensiva rumena (ad eccezione di due forti) era caduta in mano bulgara, come parte dell'artiglieria mobile. Le unità dell'esercito rumeno si trovavano disorganizzate nel progettare un contrattacco e confidavano unicamente nell'arrivo dei rinforzi il giorno successivo. Anche le unità bulgare avevano subito non poche perdite, soprattutto la 4ª divisione di fanteria.
Durante il giorno e la sera il generale Kiselov si era recato ad eseguire numerose visite d'ispezione sia al generale Toshev che al colonnello Tappan, capo dello staff di Mackensen, rimanendone perlopiù soddisfando ed incitando gli uomini a proseguire nell'attacco.

#### Ripresa dell'attacco
Durante la notte del 5 settembre i rumeni si stabilirono in posizioni difensive ancora più deboli. Il generale Teodorescu ordinò un nuovo dispiegamento delle forze e pertanto 9 battaglioni vennero posti a difesa del settore I, 12 battaglioni a difesa del settore II e 2 battaglioni per il settore III oltre a 5 battaglioni nel settore IV e 7 battaglioni di riserva. L'ordine, ad ogni modo, raggiunse le truppe solo in mattinata e gli uomini non furono in grado di eseguirlo.
Alle 4:30  del 6 settembre ancora una volta l'artiglieria bulgara aprì il fuoco sui settori I e III. Le forze della 4ª divisione bulgara iniziarono ad attraversare la grande foresta che separava le due linee difensive da quelle secondarie. Sostenuti dalla potente preparazione dell'artiglieria, il 7º e 31º reggimento di fanteria bulgara avanzò rapidamente e dalle 12:30 avevano già attraversato le trincee abbandonate dai nemici. Alle 15:00 circa i due reggimenti raggiunsero la collina presso Tutrakan. Nel frattempo la brigata Kmetov avanzò velocemente ma con una grande disorganizzazione: parte di essa raggiunse il termine della foresta ed alle 13:00 attaccò immediatamente le trincee rumene, ma solo alle 15:30 furono in grado di raggiungere l'obbiettivo. Dalle 17:30 la brigata raggiunse anch'essa la collina sopra il villaggio.
La 4ª divisione avanzò quindi verso il fianco destro della linea difensiva. Mentre era in attesa verso le 6:50 le unità vennero nuovamente attaccate dalle forze bulgare ma senza successo. I rumeni ad ogni modo non si lasciarono scoraggiare in quanto pensavano che la colonna russa stesse avanzando per accerchiare e quindi difendere il forte, ma non era così. In realtà infatti la colonna che stava avanzando verso il forte era composta da soldati bulgari, il che gettò l'esercito rumeno nel panico più totale.
Nel settore I il distaccamento del maggiore von Hammerstein entrò nella foresta alle 10:00 incontrando solo un tratto dell'avanguardia rumena che repulse facilmente giungendo al termine delle piante nel pomeriggio.
I rumeni a questo punto sperarono unicamente nelle forze esterne e fu il 5 settembre che il generale Aslan ordinò al comandante della 9ª divisione, generale Besarabescu, di avanzare deciso da Silistra per riprendere il villaggio assediato. Il comandante eseguì l'ordine lasciando 4 battaglioni a Silistra ed inviando i rimanenti 5 battaglioni, 4 batterie e 2 squadroni ad irrompere all'assedio di Tutrakan. Il 6 settembre queste forze lasciarono ad ogni modo le loro posizioni perché sconfitte dai bulgari e dovettero ripiegare sul villaggio di Sarsanlar a 18 chilometri a est di Tutrakan.
Con la situazione che andava deteriorandosi rapidamente, il generale Teodorescu ordinò ai propri uomini la ritirata e se possibile di ripiegare in direzione di Silistra. Alle 13:40 egli in persona attraversò in barca il Danubio lasciandosi alle spalle centinaia di soldati in panico per la loro sorte. I rumeni tentarono di giungere al villaggio di Silistra ma ancora una volta incontrarono l'artiglieria bulgara. Alle 15:30 il colonnello Marasescu, che aveva ottenuto il controllo delle forze rumene dopo la dipartita di Teodorescu, scrisse una nota al generale Kiselov in tedesco offrendogli la resa incondizionata della fortezza e di tutti i suoi uomini e materiali. La nota giunse nelle mani del generale un'ora dopo e Kieslov accettò la resa ad una condizione, che tutto il personale militare rumeno lasciasse la città e le relative caserme prima delle 18:30.

## Dopoguerra

### Perdite
I rumeni impiegarono nello scontro circa 34 000 uomini nel tentativo di difendere Tutrakan. Ad ogni modo solo tra i 3 500 ed i 4 000 uomini riuscirono ad attraversare il Danubio e aprirsi la via verso Silistra. Gli attaccanti presero ai difensori molto materiale militare reperito nel forte tra cui 62 mitragliatrici e 150 cannoni tra i quali si trovavano anche due batterie bulgare catturate dai rumeni durante la seconda guerra balcanica.
Anche le perdite bulgare ad ogni modo furono molteplici infatti nelle battaglie dal 2 al 6 settembre furono uccisi un totale di 1 517 uomini, oltre a riportare 7 407 feriti e 247 dispersi. Di questi, 93 vennero uccisi e 479 vennero feriti dal 2 al 4 settembre. Circa l'82% delle perdite di ambo le parti si concentrarono il 5 settembre quando si aprì l'attacco al forte vero e proprio, azione ove i bulgari persero 1 249 uomini oltre a riportare 6 069 feriti. Il contingente tedesco riportò in battaglia 5 caduti e 29 feriti.

### Impatto della campagna
La rapida caduta della fortezza di Tutrakan e la perdita di due divisioni da parte della Romania ebbero conseguenze cruciali sul resto dell'esito della campagna, soprattutto abbatté notevolmente il morale della popolazione e dell'esercito rumeni. La grandezza della sconfitta costrinse i rumeni a richiamare molte delle proprie divisioni in Transilvania, riducendo l'impeto della loro avanzata nella regione. Il comando supremo dell'esercito rumeno, dal canto suo, pose a capo della Terza Armata il generale Averescu mentre il generale Aslan venne posto a capo dell'intero esercito. Le nuove truppe vennero formate presso l'altopiano della Dobrugia col supporto del generale russo Zayonchkovski.
La velocità con cui la vittoria di Tortucaia venne raggiunta fu un vero passo avanti per le Potenze Centrali e persino il feldmaresciallo von Mackensen, che normalmente aveva l'abitudine di presenziare sul campo di battaglia, aveva programmato di arrivare in un giorno nel quale la fortezza di Tutrakan era già stata catturata da diverso tempo. Egli però col suo arrivo alzò il morale dell'esercito bulgaro e dei loro alleati spronandoli sul fronte macedone e facendo ben ricevere la notizia nei circoli politici di Berlino e Vienna. L'imperatore Guglielmo II di Germania, il quale era stato particolarmente opposto all'entrata in guerra con la Romania, celebrò questa campagna con grandi festeggiamenti. La sospensione dell'offensiva rumena in Transilvania, inoltre, consentì al generale Falkenhayn di concentrare le proprie forze nell'area.